# HD 196078
HD 196078，又名BD-17 6027，SAO 163712、HR 7865，是一颗恒星，视星等为6.19，位于銀經28.86，銀緯-30.27，其B1900.0坐标为赤經20h 29m 52.7s，赤緯-16° -30.27′ 10″。